# Университетска библиотека (УНСС)
Библиотеката на Университета за национално и световно стопанство е основната научноизследователска библиотека на университета и е една от най-старите и най-големи университетски библиотеки в България. Разположена е на три етажа, върху площ от 2200 кв. м. Комплексът включва седем книгохранилища, две читални зали със 120 седящи места, три компютърни зали със 160 автоматизирани читателски места, справочно-библиографски сектор, зала за свободен достъп, университетски архив и музейна сбирка. Университетската библиотека е със статут на „библиотека – депозитар“ на Световната организация по интелектуална собственост. Библиотеката е утвърдена като център с ценна икономическа и юридическа литература, с актуални периодични издания и електронни източници.

## История
Началото на библиотеката при УНСС е поставено през 1923 г. като библиотека при Свободен университет за политически и стопански науки.
Библиотечните фондове, събрани през целия този изминал период, поставя основите на съвременната библиотека. Днес университетската библиотека разполага с повече от един милион тома литература. Фондовете включват книги, периодични издания, защитени дисертации и научни разработки, други библиотечни материали и личните библиотеки на акад. Евгени Матеев и проф. д.ик.н. Христо Калигоров, проф. д.ик.н. Лалю Радулов, проф. Петър Шапкарев, проф. д.ик.н. Коста Пергелов.

## Структура
Структурата на библиотеката обхваща няколко отдела и два сектора.
- Отдел „Библиотечни фондове и каталози“.
- Отдел „Библиотечно и информационно обслужване“.
- Отдел „Информационни технологии в библиотечната дейност“.
- Сектор „Периодичен печат“.
- Сектор „Централен архив“.

## Услуги

### Електронни ресурси
Библиотеката предоставя достъп на своите читатели до следните бази данни:
- EBSCO (Business Source Premier; Academic Source Premier; Regional Business News; MasterFILE Premier; Newspaper Source; ERIC; Health Source: Nursing Academic Edition; Health Source / Consumer Edition; MEDLINE; Library, Information Science & Technology Abstracts; GreenFILE)
- ScienceDirect – Пълнотекстова база данни с научни публикации в областта на естествените науки, медицински и биологични науки, хуманитарни науки
- Springer Link – База данни с пълнотекстова информация от 2742 списания на английски и немски език в областта на икономиката, естествените науки, математика, компютърни науки, медицина, физика и астрономия, хуманитарни и обществени науки, право.
- SCOPUS – База данни, съдържаща реферати и библиографии от над 16 000 списания, осигурявайки широко интердисциплинарно покритие.
- ISI WEB OF KNOWLEDGE – Реферативна база данни в областта на естествените, социалните науки, изкуството и хуманитаристиката. Патентна информация, фактографска база данни за информетричен и наукометричен анализ.
- InCites е инструмент, доставящ персонализирана и базирана на цитати информация, оценка на изследвания, който се намира в интернет мрежата и позволява на академични и правителствени администратори да анализират своята продуктивност и да я сравнят с тази на институции от цял свят.

### Библиотечни услуги
- Търсене в електронните каталози:
  - автоматизирана библиотека;
  - национален своден каталог на библиотеките към висшите училища и научни организации в България.
- Заемане на книги за дома.
- Ползване на библиотечни материали в читалните зали.
- Ползване на библиотечни материали по системата на междубиблиотечно и международно междубиблиотечно заемане.
- Ползване на интернет достъп, e-mail сървър, MS Office XP.
- Автоматизирано библиотечно-информационно обслужване:
  - автоматизирано търсене на информация по зададени от читателите теми;
  - търсене на информация в бази данни на CD-ROM и в чужди бази данни в on-line режим;
  - изготвяне на библиографски и фактографски справки (устни, писмени, на електронен носител – CD-ROM и DVD-ROM) и предоставяне за ползване.
- Адаптирани библиотечни услуги за хора с намалено зрение.
- Ксерокопиране, сканиране, принтиране и микрофиширане на библиотечна информация.
- Изготвяне на библиографски указатели и бюлетин „Нови книги“.